# Heliocopris midas
Heliocopris midas är en skalbaggsart som beskrevs av Fabricius 1775. Heliocopris midas ingår i släktet Heliocopris och familjen bladhorningar. Inga underarter finns listade i Catalogue of Life.